# بلجيكا في الحرب العالمية الثانية

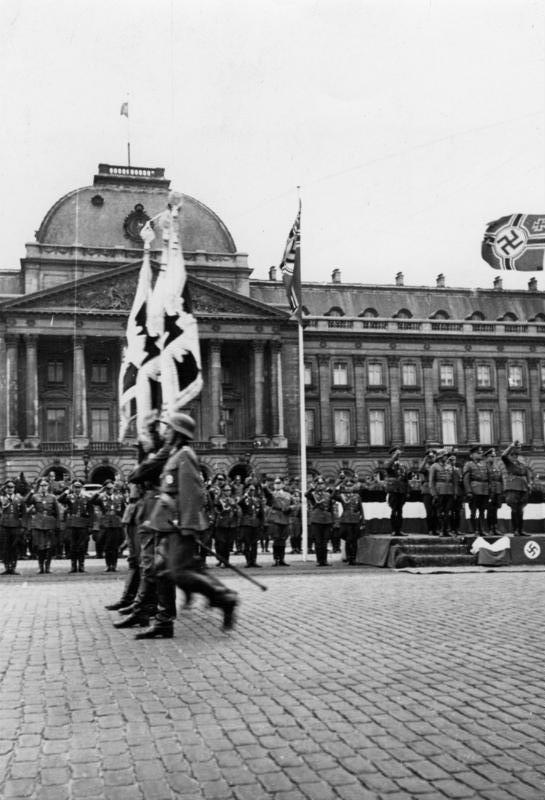

على الرغم من التزامها الحياد في بداية الحرب العالمية الثانية، وجدت بلجيكا وممتلكاتها الاستعمارية نفسها في حالة حرب بعد غزو القوات الألمانية البلاد في 10 مايو 1940. دُحرت القوات البلجيكية بعد 18 يومًا من القتال إلى رقعة صغيرة في شمال شرق البلاد، استسلم الجيش البلجيكي للألمان، وبدأ الاحتلال الذي استمر حتى عام 1944. أمر الملك ليوبولد الثالث باستسلام 28 مايو دون التشاور مع حكومته وأشعل أزمة سياسية بعد الحرب. على الرغم من الاستسلام، تمكن العديد من البلجيكيين من الفرار إلى المملكة المتحدة حيث شكلوا حكومة وجيشًا في المنفى على جانب الحلفاء.
حافظت الكونغو البلجيكية على ولائها للحكومة البلجيكية في لندن وساهمت بموارد مادية وبشرية كبيرة لنصرة الحلفاء. شارك العديد من البلجيكيين في كل من المقاومة المسلحة والمقاومة السلبية ضد القوات الألمانية، مع اختيار البعض التعاون مع القوات الألمانية. سمح الدعم من الفصائل السياسية اليمينية المتطرفة وقطاعات من السكان البلجيكيين للجيش الألماني بتجنيد شعبتي فافن إس إس من بلجيكا، وتسهيل الاضطهاد النازي لليهود البلجيكيين والذي قُتل فيه حوالي 25000.
حرر الحلفاء معظم البلاد بين سبتمبر وأكتوبر 1944، على الرغم من بقاء المناطق الواقعة في أقصى شرق البلاد محتلة حتى أوائل عام 1945. في المجموع، مات ما يقارب 88000 بلجيكي خلال الصراع، وهو رقم يمثل 1.05% من التعداد السكاني في البلاد قبل الحرب، وتدمير حوالي 8% من الناتج المحلي الإجمالي للبلاد.

## الخلفية
استمرت بلجيكا خلال ثلاثينيات القرن العشرين بالتعافي من دمار الحرب العالمية الأولى. عانت بلجيكا اقتصاديًّا من نسبة بطالة مرتفعة في أعقاب الكساد العظيم في عام 1929، وبحلول عام 1932 بلغت نسبة البطالة 23.5%، لكن خفضت خطة العمل (بلان دو مان) الشبيهة «بالصفقة الجديدة» النسبة إلى حوالي 15% بحلول عام 1937.
شهدت الثلاثينيات أيضًا نمو العديد من الأحزاب السياسية السلطوية والفاشية في كل من والونيا وفلاندرز. حصل واحد من هؤلاء الأحزاب، حزب الريكسيست الناطق باللغة الفرنسية، على 11.6% من مجموع الأصوات في انتخابات 1936. بحلول عام 1939، فقدت الأحزاب المتطرفة في الانتخابات الجديدة العديد من المقاعد التي كانت قد كسبتها من قبل، وبدأت عودة الاستقرار السياسي.

### الحياد
نظرًا لمعاناة بلجيكا من الكثير من الأضرار في الحرب العالمية الأولى، لم ترغب البلاد بإدخال نفسها في أي صراع أوروبي محتمل. في أكتوبر 1936، أعلن الملك ليوبولد الثالث التزام بلجيكا الحياد في حالة نشوب حرب أخرى في أوروبا كجزء مما وصفه بالسياسة المستقلة (Politique d'Indépendance). حاولت الحكومة البلجيكية في هذه المساعي توجيه مسارها بعيدًا عن التحالفات: التخلي عن معاهدة لوكارنو، ونبذ اتفاق دفاع مع فرنسا وقع في عام 1920 وتلقى ضمانًا بالحياد من ألمانيا النازية في عام 1937.
«تعتبر الحكومة الألمانية حرمة وسلامة بلجيكا مصلحة مشتركة للدول الغربية. وتؤكد تصميمها على عدم تقويض هذا الحرمة والنزاهة بأي حال من الأحوال وأنه سيحترم الأراضي البلجيكية في جميع الأوقات ...»

- الضمان الألماني للحياد، 13 أكتوبر 1937
خلال هذه الفترة، أُعيد تنظيم الجيش البلجيكي بشكل حصري كقوة دفاعية وبدأت عمليات بناء وتحديث التحصينات في جميع أنحاء البلاد، وخاصة حول لياج بالقرب من الحدود الألمانية.
تعليقًا على إعلان الحرب بين المملكة المتحدة وفرنسا وألمانيا في سبتمبر 1939، أطلقت الحكومة البلجيكية برنامجًا طارئًا لإعادة التسليح، تضمن تعزيز الدفاعات الوطنية عن طريق إنشاء خط كي-دبليو الذي يربط المعاقل الوطنية في أنتويرب مع الجنوب على طول نهر دايل، وراء المواقع المحصنة الرئيسية في لياج.

## معركة الثمانية عشر يومًا
بدأت الحكومة البلجيكية مع الغزو الألماني لبولندا في سبتمبر 1939، في عملية التعبئة العامة على الرغم من التزامها بسياسة الحياد. بحلول عام 1940، تراوح تعداد الجيش بين 600,000 و650,000 من الرجال (ما يقرب من 20 في المائة من السكان الذكور في بلجيكا) ما جعلها أكبر بحوالي أربعة أضعاف من قوة المشاة البريطانية وضعف عدد الجيش الهولندي في ذلك الوقت.
بدأ غزو بلجيكا على يد ألمانيا النازية في 10 مايو 1940 تحت الاسم الرمزي «العملية الصفراء» أو فول غيلب بالألمانية، كجزء من غزو فرنسا وهولندا ولوكسمبورغ. أثبتت تحصينات قناة ألبرت البلجيكية، إحدى أكثر الشبكات الدفاعية حداثةً في أوروبا، عدم فائدتها تقريبًا. استولى الألمان على الحصن الواقع في ايبن-ايمايل، والذي شغله 1200 بلجيكي عندما نشر الألمان 500 من فولشيرميرجر المحمولين على متن طائرات شراعية ضدهم، ما فتح الحدود أمام قتال من نمط الحرب الخاطفة. ودُمّرت معظم طائرات هوريكان الحديثة التابعة للقوات الجويّة على يد لوفتفافه على أرض مطار شافن في 10 مايو.
أدى الاختراق الألماني لسيدا، والذي اعتُبر سابقًا أمرًا لا يمكن حدوثه، إلى تعريض المدافعين عن خط كي-دبليو لخطر التفاف الأعداء حولهم وتطويقهم، وبالتالي اضطروا إلى الانسحاب في 16 مايو. أثار الغزو الألماني حالة من الذعر بين المدنيين البلجيكيين أثناء تقدم الجيش الألماني. بحلول 11 مايو، أغلِقت الطرق المتجهة غربًا، بعيدًا عن القتال، من قبل اللاجئين، ما أعاق تقدم القوات الفرنسية والبريطانية شرقًا. تشير التقديرات إلى فرار حوالي مليوني مدني من منازلهم خلال المعركة.
تركت سياسة الحياد، التي تتبعها الحكومة، بلجيكا بجيش وقوات جوية قديمة الطراز وغير مجهزة تجهيزًا جيدًا. بالإضافة لما سبق، امتلك الجيش 16 دبابة قتالية فقط موزعة بين فرقتي الفرسان نتيجةً لأسباب سياسية، إذ اعتُبرت «عدوانية» للغاية بالنسبة لجيش محايد. أُخذت القوات الجوية، التي أعيد تنظيمها بسرعة في مايو 1940، على حين غرّة ولم تتمكن إلا من إرسال 180 طائرة صالحة للاستعمال من إجمالي 234.
صمد الجيش في مواجهة القوات الألمانية، بالرغم من الصعوبات الهائلة، لمدة 18 يومًا. في 28 مايو، حُشِرُوا في رقعة صغيرة بمحاذاة نهر ليس، وبعد محاولات وساطة فاشلة لوقف إطلاق النار في 27 مايو، أعلن الملك البلجيكي وجيشه الاستسلام دون قيد أو شرط. بلغ عدد الضحايا البلجيكيين خلال المعركة حوالي 6000 قتيل و15850جريح. هرب حوالي 112,500 من القوات الفرنسية والبلجيكية إلى المملكة المتحدة عبر دونكيرك ولكن أُخذ غالبية الناجين البلجيكيين كأسرى حرب ولم يُفرَج عن الكثير منهم حتى نهاية الحرب.
مع استسلام الجيش البلجيكي، فرّت الحكومة بقيادة هوبير بيرلو أولًا إلى باريس وشكّلت حكومة في المنفى في بوردو. انتقلت الحكومة بعد سقوط فرنسا إلى ميدان إيتون في لندن.

### استسلام ليوبولد الثالث
استسلم ليوبولد الثالث، الملك والقائد الأعلى للجيش البلجيكي، شخصيًا للقوات الألمانية في 28 مايو، خلافًا لنصيحة حكومة بيرلو، بعد أن رأى في نصرة الحلفاء قضية خاسرة. انتُقد قراره بشدة من قبل كل من رئيس الوزراء الفرنسي بول رينو وبيرلوت في بث إذاعي في 28 يونيو 1940، حيث أعلن أن قرار ليوبولد كان «حدثًا لم يسبق له مثيل في التاريخ».
بقي الملك في بلجيكا خلال الحرب بصفته أسيرًا للألمان بينما نُفيت الحكومة واستمرت في العمل العسكري لصالح قضية الحلفاء. على عكس هولندا ولوكسمبورغ حيث قُمعَت المَلَكيّة أو انضمّت إلى الحكومة في المنفى. حافظ ليوبولد الثالث على مكانة بارزة في الأراضي المحتلة، واستمرت العملات المعدنية والطوابع التي تم إنتاجها أثناء الاحتلال في حمل وجهه أو أحرف اسمه. ومع ذلك، واصل ليوبولد تركيزه على المقاومة، وتبين موقفه عبر شعار «بلجيكا أسيرة! تحيا بلجيكا! الملك أسير! يحيا الملك!» وأثناء وجوده في السجن، أرسل رسالة إلى أدولف هتلر في عام 1942 يعود إليها الفضل في إنقاذ ما يقدر بنحو 500000 من النساء والأطفال البلجيكيين من الترحيل القسري إلى مصانع الذخائر في ألمانيا. في نوفمبر 1940، زار ليوبولد هتلر في بيرتشسغادن حيث طلب إطلاق سراح أسرى الحرب البلجيكيين.
بعد الحرب، أثارت المزاعم القائلة بأن استسلام ليوبولد كان عملًا من أعمال التعاون مع العدو، أزمة سياسية، تعرف بالسؤال الملكي (رويال كويستشن)، حول إمكانية عودته إلى الحكم، والتي انتهت في النهاية بتنازله عن العرش.